# オットー朝美術

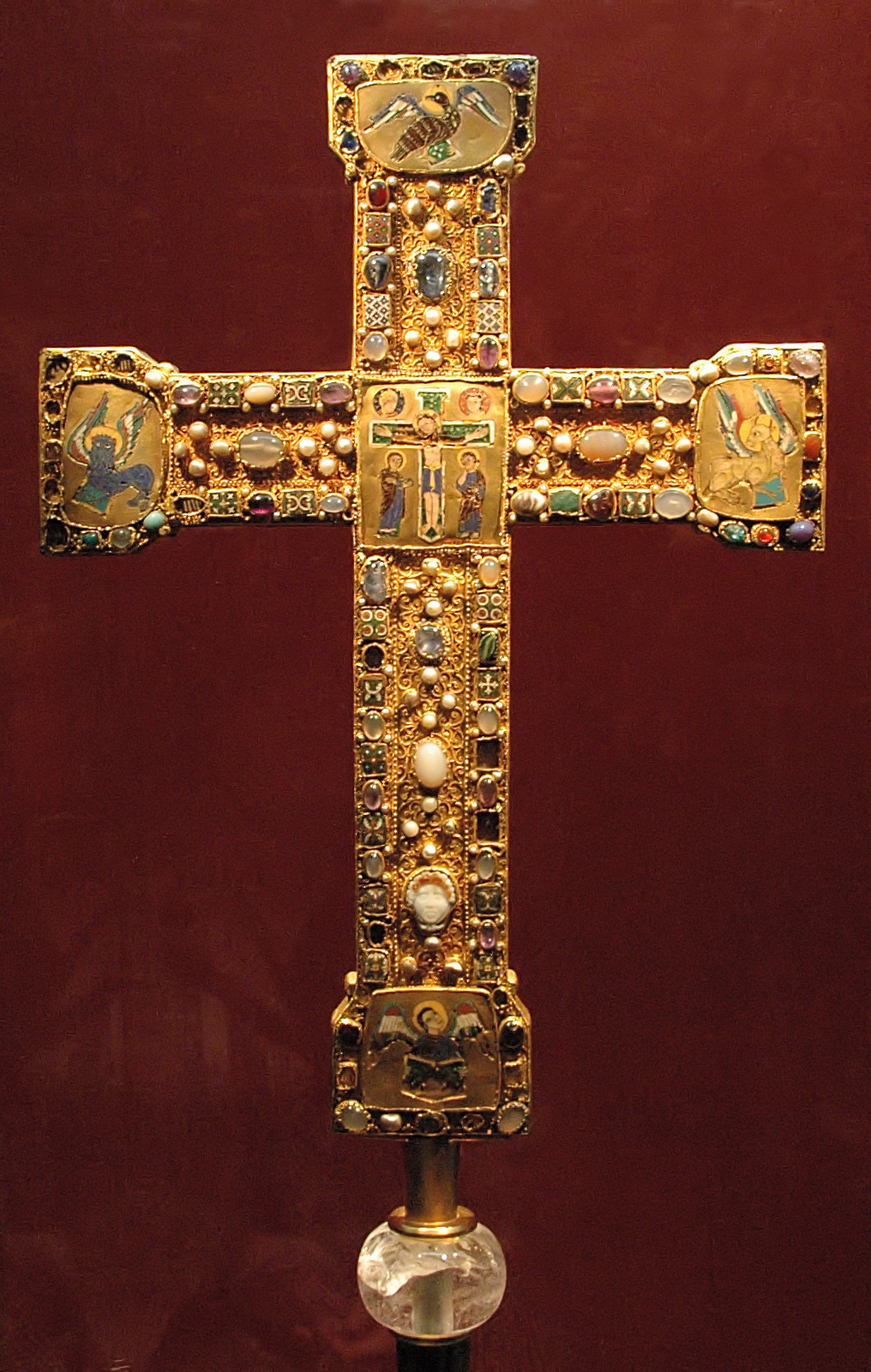
エッセンの大きなエナメルのある十字架、宝石で飾られゼンクシュメルツの技法による、1000年頃

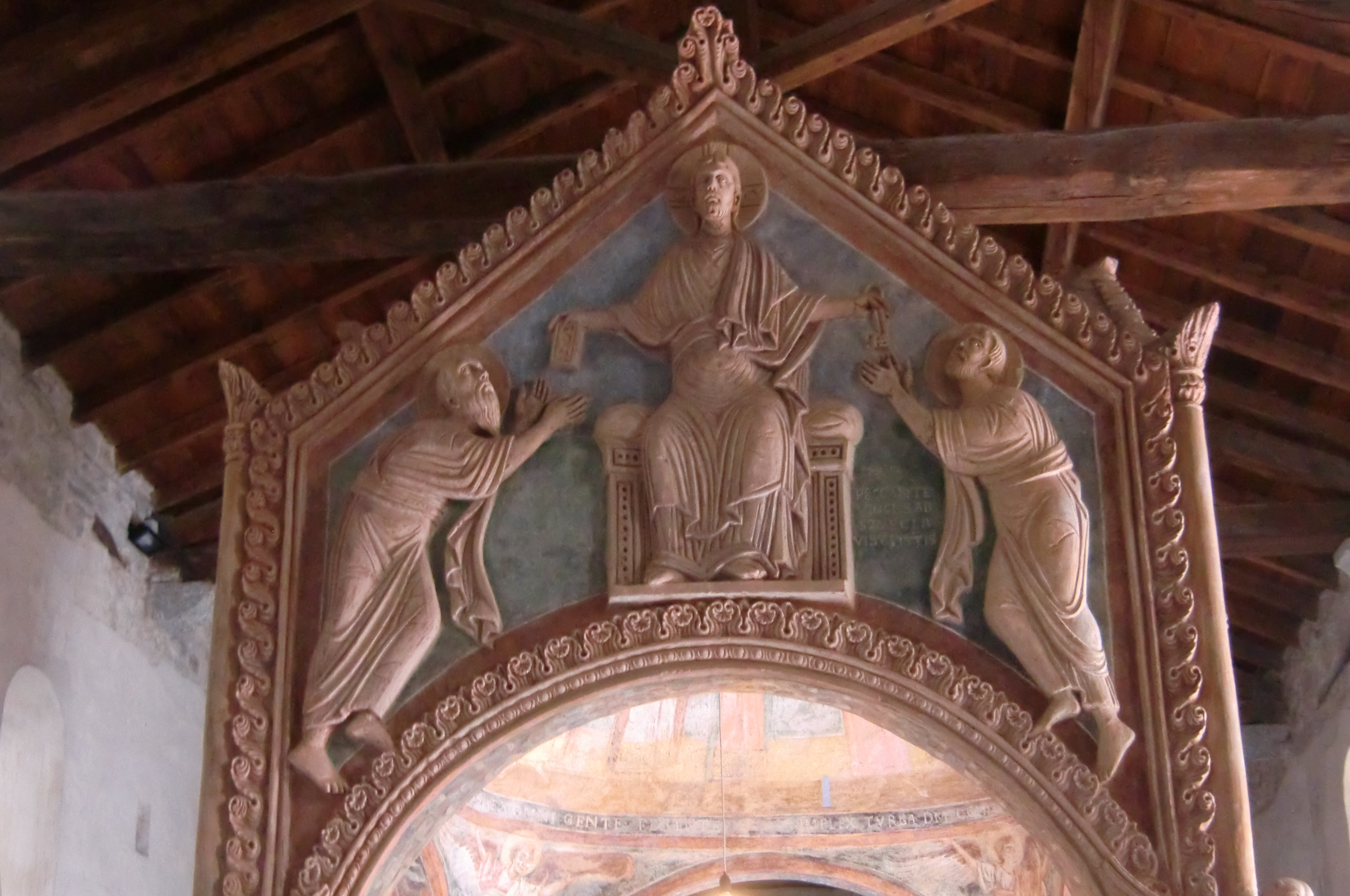
チヴァーテの修道院の祭壇天蓋にある化粧漆喰の浮彫り。

オットー朝美術（オットーちょうびじゅつ、Ottonian art ）とは、ロマネスク以前のドイツ美術における様式であり、ネーデルラント・北イタリア・東フランスの作品も一部含まれている。美術史家のフーバート・ヤニチェクにより、919年から1024年にかけてハインリヒ1世・オットー1世・オットー2世・オットー3世・ハインリヒ2世の下でドイツと北イタリアを治めた、オットー朝に因んで名付けられた。オットー式建築と共に、オットー朝ルネサンス（951年から1024年頃）の要を為している。ただしその様式は、王朝の治世ときれいに一致して始終したのではない。 オットー帝の数十年の治世において現れたが、それ以後の（この美術様式の名が付いていない）ザーリア朝の初期まで続いた。美術史的な様式の順において、オットー朝美術はカロリング朝美術の後、ロマネスク美術の前であるが、その二つの時代区分の移行は段階的であり急ではない。前者カロリング朝美術と同じで、後者ロマネスク美術と異なるのは、オットー朝美術がその時代の僅かな小都市と有力な僧院、皇帝の宮廷の者たちとその主な封臣に、大きく限定された様式だったことである。
カロリング帝国の衰退後の神聖ローマ帝国は、ザクセン・オットー朝の下で再興された。そこから帝国と改革的な教会の理念における新たな自負が生まれ、文化的・芸術的な情熱の高まる時期となった。この雰囲気の中でオットー朝の美術家は、古代末期・カロリング朝・ビザンティンの先例に想を得て、それらの様式を融合させた傑作を作り出した。彩飾写本と金工の形で現存するオットー朝美術は、大半が宗教的であり、宮廷の狭い範囲のパトロンと教会の重要人物のために、少数の工房で制作された。ただしその多くは、一般の人々特に巡礼者に展示するために作られていた。
その様式は概して豪勢かつ荘重、時に過剰であり、当初はカロリング朝の同等なものよりも洗練されず、ビザンティン美術からの直接の影響や、その古典的な型への理解も少なかったが、1000年頃になると「厳粛な記念碑性が生き生きとした内面性に、超俗的で幻想的な性質が現実への注意深さに、流れる線の模様と豊かで明るい色彩が烈しい感情主義に、結び付いている」とあるように、多くの作品で胸打つ激しさと表現性が現れてくる。

## 註
1. ↑  “Dictionary of Art Historians: Janitschek, Hubert”. 2013年7月18日閲覧。
2. ↑  Suckale-Redlefsen, 524
3. ↑  Beckwith, 81–86; Lasko, 82; Dodwell, 123–126
4. ↑  Honour and Fleming, 277